# Kumeu
Kumeu ist eine Kleinstadt im Stadtgebiet des Auckland Council auf der Nordinsel von Neuseeland. Bis Ende Oktober 2010 gehört die Stadt zum ehemaligen Rodney District, der im Zuge einer Verwaltungsneuordnung ab 1. November 2010 als Rodney Ward dem Auckland Council untergeordnet wurde.

## Namensherkunft
Der Name Kumeu entstammt der Sprache der Māori und setzt sich zusammen aus kume für ziehen und u für Busen oder Brust. So sollen sich die Frauen eines Stammes entblößt und um die ihre Krieger zu einem Rachefeldzug anzustacheln sich an den Brüsten gezogen haben.

## Geographie
Kumeu befindet sich rund 20 km nordwestlich des Stadtzentrums von Auckland. Direkt nordwestlich der Stadt grenzt die Kleinstadt Huapai an und 3,5 km nordöstlich die Kleinstadt Riverhead.

## Geschichte
Das Gebiet wurde ursprünglich von Immigranten aus Dalmatien an der kroatischen Küste besiedelt, die oft aus Weinbaufamilien stammten.

## Bevölkerung
Zum Zensus des Jahres 2013 zählte die Stadt 1449 Einwohner, aufgeteilt auf 474 Haushalte.

## Wirtschaft
Kumeu bezeichnet sich als „The Fruit Bowl of Auckland“ („Die Fruchtschale Aucklands“). Im Gebiet um Kumeu wird neben Obstanbau auch Weinanbau betrieben, und hier insbesondere die Sorten Chardonnay und Sauvignon Blanc. Bedeutende Weingüter der Gegend sind Kumeu River Wines (gegründet 1944), Coopers Creek (1980) und Matua Valley. Das Weingut Nobilos wurde 1943 von Nikola Nobilo gegründet und blieb bis in die späten 1990er Jahre im Familienbesitz. Die heutige Nobilo Wine Group ist Neuseelands zweitgrößter Weinproduzent.

## Infrastruktur

### Straßenverkehr
Der New Zealand State Highway 16 führt direkt durch die Stadt und bindet sie damit an die verschiedenen Stadtteile von Auckland im Südosten und an Helensville im Nordwest an.

### Schienenverkehr
Die Bahnstrecke Auckland–Opua führt ebenfalls durch die Stadt. Von 1875 bis 1881 war Kumeu zunächst ein Bahnhof an der Strecke Hellenville–Riverhead, eines Inselbetriebs, bevor die Bahnstrecke Auckland–Opua in Kumeu angeschlossen wurde. Da nun direkter Eisenbahnanschluss nach Auckland bestand wurde die Strecke nach Riverhead aufgegeben. Heute gibt es nur noch Güterverkehr zwischen Auckland und Otiria. Der Personenverkehr wurde schon 1976 aufgegeben.

### Bildungswesen
Die einzige Schule in Kumeu selbst ist die ins staatliche Bildungswesen integrierte Grundschule „Hare Krishna School“ mit 2010 84 Schülern und einem decile rating von 5. Hinzu kommt im zu Kumeu gehörenden Huapai District School, eine Grundschule mit 2010 390 Schülern und einem decile rating von 9.
Die Schüler weiterführender Bildungseinrichtungen besuchen Schulen der umliegenden Orte und Vorstädte, darunter Massey High School, Liston College, Albany Junior High School, Kaipara College und St Dominic’s College. Einige Schüler pendeln auch zum Marist College und St Peter’s College nach Auckland.